# Дурле
Дурле (фр. Dourlers) је насеље и општина у североисточној Француској у региону Север-Па д Кале, у департману Север која припада префектури Авне сир Елп.
По подацима из 2011. године у општини је живело 559 становника, а густина насељености је износила 63,96 становника/km². Општина се простире на површини од 8,74 km². Налази се на средњој надморској висини од 171 метар (максималној 205 m, а минималној 158 m).

## Демографија
| 1962. | 1968. | 1975. | 1982. | 1990. | 1999. | 2011. |
| ----- | ----- | ----- | ----- | ----- | ----- | ----- |
| 746   | 748   | 710   | 622   | 582   | 568   | 559   |

График промене броја становника у току последњих година